# Сувениров, Олег Федотович
Оле́г Федо́тович Сувени́ров (30 сентября 1917 — 1999) — советский и российский военный историк, доктор исторических наук (1978), полковник. Почётный академик Российской академии естественных наук (1993). Академик Академии военных наук Российской Федерации (1994).

## Биография
Родился в крестьянской семье в деревне Станки Псковской губернии (ныне — Дедовичский район Псковской области). В 1934 году поступил на исторический факультет Ленинградского государственного университета. В 1939—1941 годах — продолжил образование в аспирантуре Ленинградского государственного университета.
После начала Великой Отечественной войны в конце июня 1941 года находился в ленинградском народном ополчении в качестве бойца. С июля 1941 года и до конца войны на военной службе в РККА. Был дважды ранен в ходе военных действий.
Более 30 лет работал в Институте военной истории Министерства обороны СССР (ныне — Российской Федерации). В 1977 году защитил докторскую диссертацию «Политическое воспитание Красной Армии и Флота при переходе на мирное положение и проведение военной реформы (1921—1928 гг.)». Автор трудов по истории Красной Армии в предвоенные годы и в период Великой Отечественной войны.
Умер в 1999 году. Урна с прахом захоронена в колумбарии на Ваганьковском кладбище.

## Труды
- Сувениров О. Ф. Всеармейская трагедия // Военно-исторический журнал. — М., 1989. — № 3. — С. 39—47.
- Сувениров О. Ф. За честь и достоинство воинов РККА // Они не молчали / Сост. А. В. Афанасьев : Сб.. — М.: Политиздат, 1991. — С. 372—387. — ISBN 5-250-01110-1.
- Сувениров О. Ф. Сопротивление личного состава РККА партийно-государственному истреблению военных кадров (1937-июнь 1941) // Военно-исторический архив. — М., 2007. — № 10. — С. 73—94.
- Сувениров О. Ф. Сопротивление личного состава РККА партийно-государственному истреблению военных кадров (1937-июнь 1941) // Военно-исторический архив. — М., 2007. — № 11. — С. 45—63.
- Сувениров О. Ф. Сопротивление личного состава РККА партийно-государственному истреблению военных кадров (1937-июнь 1941) // Военно-исторический архив. — М., 2007. — № 12. — С. 77—99.
- Сувениров О. Ф. Сопротивление личного состава РККА партийно-государственному истреблению военных кадров (1937-июнь 1941) // Военно-исторический архив. — М., 2008. — № 1. — С. 18—40.
- Сувениров О. Ф. Сопротивление личного состава РККА партийно-государственному истреблению военных кадров (1937-июнь 1941) // Военно-исторический архив. — М., 2008. — № 2. — С. 71—92.
- Сувениров О. Ф. Сопротивление личного состава РККА партийно-государственному истреблению военных кадров (1937-июнь 1941) // Военно-исторический архив. — М., 2008. — № 3. — С. 13—25.
- Сувениров О. Ф. Сопротивление личного состава РККА партийно-государственному истреблению военных кадров (1937-июнь 1941) // Военно-исторический архив. — М., 2008. — № 4. — С. 39—54.
- Сувениров О. Ф. Сопротивление личного состава РККА партийно-государственному истреблению военных кадров (1937-июнь 1941) // Военно-исторический архив. — М., 2008. — № 5. — С. 45—64.
- Сувениров О. Ф. Сопротивление личного состава РККА партийно-государственному истреблению военных кадров (1937-июнь 1941) // Военно-исторический архив. — М., 2008. — № 6. — С. 29—57.
- Сувениров О. Ф. Сопротивление личного состава РККА партийно-государственному истреблению военных кадров (1937-июнь 1941) // Военно-исторический архив. — М., 2008. — № 8. — С. 21—34.
- Сувениров О. Ф. Трагедия РККА 1937—1938. — М.: ТЕРРА, 1998. — 528 с. — ISBN 5-300-02220-9.
- Истории второй мировой войны 1939—1945 гг. — руководитель авторского коллектива двух первых томов)
- Бутовский полигон: 1937—1938 гг.: Книга памяти жертв политических репрессий. Выпуск 8
- Поклонимся и мертвым и живым (К 50-летию снятия блокады Ленинграда) // Военно-исторический журнал. — 1994. — № 1. — С.2-5.
- Погибли в годы беззакония // Военно-исторический журнал. — 1993. — № 2, № 3, № 5-12.
- Такая выпала судьба // Военно-исторический журнал. — 1993. — № 6
- Трагедия первых командармов // Военно-исторический журнал. — 1991. — № 1.
- Если б не та вакханалия // Военно-исторический журнал. — 1989. — № 2.
- Приказ отменять не будем // Военно-исторический журнал. — 1989. — № 4. — С.32-39.
- «Клим, Коба сказал…» [О причинах срыва заключения военного союза СССР с Англией и Францией в 1939 г.] // Военно-исторический журнал. — 1988. — № 12. — С.51-60.
- Военная коллегия Верховного Суда СССР 1937—1939 г. // Вопросы истории. — 1995. — № 4.
- Наркомат обороны и НКВД в предвоенные годы. // Вопросы истории. — 1991. — № 6.

## Награды
- три ордена Отечественной войны (II степени: 22.10.1944, 05.06.1945; I степени: 06.04.1985)
- два ордена Красной Звезды (16.04.1943, 30.12.1956)
- Орден Трудового Красного Знамени
- медаль «За оборону Ленинграда» (22.12.1942)
- две медали «За боевые заслуги» (19.11.1951, 6.12.1972)
- медаль «За победу над Германией в Великой Отечественной войне 1941—1945 гг.» (09.05.1945)
- ряд других медалей СССР